# 博曾泰新堡
博曾泰新堡（義大利語：Castelnuovo Bozzente）是意大利科莫省的一个市镇。总面积3平方公里，人口857人，人口密度285.7人/平方公里（2009年）。ISTAT代码为013059。